# Meurtre sectaire du McDonald’s de Zhaoyuan
Le meurtre sectaire du McDonald's de Zhaoyuan est le meurtre brutal, survenu le 28 mai 2014, d'une vendeuse de 37 ans du nom de Wu Shuoyan, dans un restaurant McDonald's de la ville de Zhaoyuan, dans la province chinoise du Shandong. Il fut perpétré par des membres d'un nouveau mouvement religieux criminel ou d'une secte.
Les récits s'accordent sur la dynamique de l'événement et le nom des auteurs, dont deux furent condamnés à mort, mais divergent sur l'identification du groupe religieux auquel ils appartenaient. Le crime généra une émotion considérable en Chine, où les médias débattirent à la fois du côté sombre des sectes et de la perturbation du tissu social chinois attestée par le fait que les autres clients du McDonald's, dont le nombre aurait été suffisant pour vaincre les assassins, n'intervinrent pas pour sauver la victime.

## Le crime
Le 28 mai 2014, six personnes, dont un adolescent, entrèrent dans un restaurant McDonald's de la ville de Zhaoyuan dans la province du Shandong en Chine, se présentant comme des missionnaires. Après avoir présenté leur message religieux, ils demandèrent aux clients de leur donner leur numéro de téléphone portable pour rester en contact. L'une des clientes, une vendeuse de vêtements d'un magasin voisin âgée de 37 ans et nommée Wu Shuoyan, refusa. Deux des missionnaires la frappèrent alors  à mort avec un manche de balai, tandis que les autres mettaient en garde les autres clients de ne pas s'interposer. Les caméras de surveillance capturèrent l'intégralité de cette scène horrible. Les policiers arrivèrent au restaurant, maîtrisèrent les assassins et les placèrent en détention.
L'adolescent, Zhang Duo (né en 2001), était trop jeune pour comparaître devant la justice, mais les cinq autres auteurs ont été traduits en justice et ont comparu le 21 août 2014 devant la Cour populaire intermédiaire de Yantai, Shandong. Deux d'entre eux, Zhang Lidong (né en 1959) et sa fille Zhang Fan (née en 1984), furent condamnés à mort et exécutés le 2 février 2015. Quant aux trois autres accusés, Lü Yingchun (née en 1975) fut condamnée à la prison à perpétuité, Zhang Hang (née en 1996) à dix ans de prison et Zhang Qiaolian (née en 1990) à sept ans.

## Les auteurs du crime
Le groupe de criminels était constitué de la famille élargie Zhang : Zhang Lidong, ancien petit homme d'affaires dans le textile ayant perdu son emploi au moment du meurtre, sa maîtresse Zhang Qiaolian, les trois enfants qu'il avait eus de son mariage avec sa femme Chen Xiujuan, à savoir Zhang Fan, Zhang Hang et Zhang Duo, ainsi que de Lü Yingchun, une jeune femme qui vivait avec la famille. D'après les informations qu'ils ont données lors du procès ainsi que lors des interviews accordées en prison aux médias chinois, la famille Zhang était originaire de Shijiazhuang, dans la province du Hebei. Lü Yingchun avait commencé un ministère religieux à Zhaoyuan. Zhang Fan en ayant pris connaissance via Internet, décida en 2000 de déménager dans cette ville avec sa famille dans le but de participer aux activités d'évangélisation de Lü. En 2008, le groupe se familiarisa avec un livre intitulé Le son des sept tonnerres (七 雷 发声), écrit par un couple de Baotou, en Mongolie-Intérieure, Li Youwang et Fan Bin, qui étaient en prison à ce moment-là. Zhang Fan emprunta 50 000 RMB à sa mère et les envoya à Baotou pour qu'à leur sortie de prison le couple puisse venir à Zhaoyuan vivre avec la famille, qui les considérait comme les « Deux Témoins » mentionnés dans l'Apocalypse.
En 2010, Lü Yingchun s'installa avec la famille et en 2011, Zhang Fan affirma avoir reçu une révélation identifiant Li Youwang comme un « esprit maléfique ». Li et sa femme quittèrent alors le groupe et Zhang Fan et Lü Yingchun se proclamèrent elles-mêmes « Témoins ». Plus tard, elles révélèrent qu'elles étaient même beaucoup plus que cela : « Dieu en substance » et « deux corps de chair partageant une même âme ». Épurer le groupe — qui ne compta jamais plus d'une trentaine de membres — des personnes identifiées comme esprits maléfiques devint pour les Zhang une obsession.
Selon Zhang Fan, un de ces esprits était sa propre mère, Chen Xiujuan. Le 20 mai 2014, elle fut finalement expulsée de la maison familiale et les deux « Dieux » donnèrent à son mari, Zhang Lidong, la permission de vivre avec sa maîtresse, Zhang Qiaolian. Zhang Fan et Lü Yingchun identifièrent également le chien de la famille, Luyi, comme possédé par l'« esprit maléfique » de Chen Xiujuan. L'animal fut tué par Zhang Lidong le 26 mai 2014, un fait que le groupe considéra comme significatif dans sa lutte contre les « esprits maléfiques ».
Le meurtre du chien précéda immédiatement le meurtre de Wu Shuoyan dans le restaurant McDonald's le 28 mai 2014. Au procès, Lü Yingchun expliqua qu'il était indispensable de tuer la vendeuse, car elle était un esprit particulièrement dangereux : « Zhang Hang a demandé son numéro de téléphone à cette dame, mais elle a refusé de le lui donner. Quand j'en suis devenue consciente, j'ai découvert que nous avions été attaqués et aspirés par un esprit maléfique, ce qui nous avait rendus faibles et impuissants. Nous avons tous deux identifié cette dame comme l'esprit maléfique et l'avons maudite par la parole. Non seulement elle ne nous a pas écoutés, mais son attaque s'est encore renforcée. [...] Pendant l'attaque de ce démon contre nous, Zhang Fan et moi avons graduellement pris conscience que la femme devait mourir, sinon elle aurait dévoré tout le monde. [...] L'affrontement entre cette femme et nous était une bataille entre deux esprits. Les autres ne pouvaient ni le voir ni le comprendre. La police ne pouvait pas le comprendre non plus ».

## Interprétation officielle chinoise
Quel mouvement religieux exactement était responsable du crime ? Des sources officielles chinoises ont prétendu le jour même qu'il avait été commis par des membres de l'Église du Dieu Tout-Puissant, également connue sous le nom de l'Éclair Oriental, un nouveau mouvement religieux dont le « prêtre » est Zhao Weishan (né en 1951), et qui enseigne que le Christ est retourné sur Terre comme Dieu Tout-Puissant. Bien que le mouvement ne mentionne jamais son nom, et avertisse que toute information fournie par des sources extérieures est sujette à caution, la plupart des chercheurs pensent que Yang Xianbin, Chinoise née en 1973, est la personne considérée par le mouvement comme l'incarnation du Dieu Tout-Puissant. Cette Église fut interdite en Chine peu après sa création en 1991.
Comme preuve que les auteurs du meurtre du McDonald's en étaient membres, des sources chinoises mentionnent que la police a trouvé des livres appartenant au mouvement dans la maison de Zhang Lidong. De plus, dans une interview, Zhang Fan a mentionné L’Œuvre cachée de Dieu (神 隐秘 的 做功), un livre au titre similaire à celui d'un texte publié par l'Église du Dieu Tout-Puissant, Le travail caché accompli par Dieu (神 隐秘 的 作工), et Zhang Lidong, interrogé sur sa religion lors de sa première interview après le meurtre, a répondu « Dieu Tout-Puissant » (全能 神).
La plupart des médias internationaux se firent l'écho des médias chinois, et répétèrent que l'Église du Dieu Tout-Puissant était responsable du crime. Le gouvernement chinois utilisa le meurtre du McDonald's comme argument pour justifier une nouvelle vague de répression envers cette Église, entrainant des milliers d'arrestations.

## Position de l'Église du Dieu Tout-Puissant (Éclair Oriental)
L'Église du Dieu Tout-Puissant condamna le meurtre, mais maintint qu'il avait été commis par des « psychopathes » qui n'avaient rien à voir avec l'église. Elle suggéra également que pour le Parti communiste chinois, qui avait persécuté sévèrement l'Église du Dieu Tout-Puissant bien avant l'affaire de Zhaoyuan, il n'aurait pas été difficile de manipuler un groupe de psychopathes pour commettre un crime, puis de l'exploiter afin de discréditer cette Église et de justifier la persécution.

## Interprétation des incidents par des chercheurs

### Emily Dunn
La chercheuse australienne Emily Dunn publia en 2015 le premier récit documenté de manière académique sur l'Église du Dieu Tout-Puissant. Dans son livre, Dunn mentionne le meurtre du McDonald's. Sa conclusion est la suivante : « Les médias internationaux se sont fait l'écho de la vision chinoise de l'Église du Dieu Tout-Puissant comme bizarre et violente [et donc responsable du crime]. Ils ont ignoré les déclarations de Lü Yingchun et de Zhang Fan à la cour, ainsi que le fait que, bien qu'elles aient commencé en tant que membres de l'Éclair Oriental (respectivement en 1998 et en 2007), elles l’avaient abandonné par la suite ». Dans des écrits subséquents, Dunn soutient que le groupe responsable du meurtre était un « rejeton » ou un schisme de l'Église du Dieu Tout-Puissant, en ce sens que ses membres avaient appartenu à l'église, mais qu'ils l'avaient quittée depuis de nombreuses années et qu'ils avaient déjà formé un mouvement indépendant au moment du crime.

### David Bromley et Massimo Introvigne
Le sociologue américain David G. Bromley (en) et le sociologue italien Massimo Introvigne, tous deux spécialistes des nouveaux mouvements religieux et critiqués pour leur sympathie à l'égard de ces mouvements, ont étudié et analysé le meurtre du McDonald's dans des articles publiés en 2017. Introvigne a également été parmi les chercheurs occidentaux invités en juin 2017 à Henan par l'Association Chinoise officielle Anti-Sectes pour un séminaire sur les sectes dangereuses et l'Église du Dieu Tout Puissant. Ils citent le récit officiel chinois attribuant le meurtre du McDonald's à l'Église du Dieu Tout-Puissant, mais suggèrent qu'un « contre-récit » identifiant le groupe des meurtriers à un « micro-mouvement » indépendant est plus crédible et semble davantage en accord avec les documents officiels chinois du procès.
Ils sont d'accord avec Dunn sur le fait que, au moment du meurtre, les auteurs n'étaient pas membres de l'Église du Dieu Tout-Puissant, mais, contrairement à Dunn, ils doutent qu'ils aient appartenu à cette église auparavant, bien qu'ils aient lu certains de ses livres. La conclusion d'Introvigne et de Bromley repose sur quatre arguments. Tout d'abord, Zhang Fan a déclaré dans une interview qu'à un moment donné elle avait voulu contacter l'Église du Dieu Tout-Puissant, mais qu'en réalité elle « n'avait jamais eu de contact avec l'Église du Dieu Tout-Puissant car ils étaient très secrets et que je ne pouvais pas les trouver ». Deuxièmement, au procès, les accusés ont déclaré explicitement que, bien qu'ils aient tous deux utilisé le nom « Dieu Tout-Puissant », leur groupe et l'Église du Dieu Tout-Puissant dirigé par Zhao Weishan étaient deux organisations différentes. Comme l'a déclaré Lü Yingchun, « l'État qualifie la fausse ‘Église du Dieu Tout-Puissant’ de Zhao Weishan de xie jiao [secte malfaisante], et nous les étiquetons comme des ´esprits maléfiques'. Seul Zhang Fan et moi-même représentons la véritable 'Église du Dieu Tout-Puissant’. Zhang Fan et moi-même sommes les porte-parole uniques du vrai 'Dieu Tout-Puissant'. Le gouvernement a réprimé le ´Dieu Tout-Puissant’ auquel croit Zhao Weishan, mais pas le 'Dieu Tout-Puissant' que nous mentionnons. Ils sont des faux 'Dieu Tout-Puissant', alors que nous sommes le vrai 'Dieu Tout-Puissant' ».
Troisièmement, la notion d'« esprit maléfique » (邪灵) du groupe responsable du meurtre ne correspond pas à la théologie de l'Église du Dieu Tout-Puissant, qui nécessite de longs tests pour identifier la présence d'un « esprit maléfique » alors que la victime, Wu Shuoyan, fût déclarée « esprit maléfique » en quelques minutes, uniquement à cause de son refus de fournir son numéro de téléphone portable. Quatrièmement, les deux groupes croyaient que le « Dieu Tout-Puissant » était incarné en notre temps et marchait sur Terre aujourd'hui. Cette croyance est en effet prépondérante dans les deux groupes. Cependant, l'identité du Dieu Tout-Puissant était différente. Pour l'Église du Dieu Tout-Puissant, il ne peut y avoir d'autre Dieu Tout-Puissant que la personne que l'église identifie comme telle. Pour les assassins du McDonald's, le Dieu Tout-Puissant était une divinité double composée de Zhang Fan et Lü Yingchun, « deux corps de chair partageant une même âme ».